# Patelloa similis
Patelloa similis är en tvåvingeart som först beskrevs av Townsend 1927.  Patelloa similis ingår i släktet Patelloa och familjen parasitflugor. Inga underarter finns listade i Catalogue of Life.